# Batambe
Batambe est une localité du Cameroun, située dans la Région du Sud-Ouest et le département de Manyu. Elle est rattachée administrativement à l'arrondissement de Upper Bayang (Tinto Council) et au canton de Betieku.

## Population
La localité comptait 20 habitants en 1967, des Betieku.
Lors du recensement de 2005, on y a dénombré 160 personnes.